# Ґардзілевич Пилип
Пилип Ґардзілевич — український військовик, четар УГА.

## Життєпис
Народився у с. Синьків на Радехівщині. Закінчив народну школу в рідному селі, а згодом виділову школу у Радехові. По закінченню школи вступив на навчання до Сокальської учительській семінарії.
Під час першої світової війни у складі австро-угорського війська брав участь у бойових діях на італійському фронті. Після повернення вступив в ряди УГА, був командиром жандармерії в Радехові, а пізніше командантом сотні III куреня 24-го полку піхоти ім. Гетьмана Петра Дорошенка групи «Схід». Заарештований поляками у рідному селі під час хвороби. Через те, що він був українцем римо-католиком, відмовився вступати на службу до польського війська, за що був розстріляний у липні 1919 р. у передмісті Бродів. Похований на полі військових поховань, що на Бродівському міському цвинтарі.
Його могила є відомим місцем для мешканців Бродів, адже саме там щороку 1 листопада відбуваються пам'ятні заходи із вшанування героїв Листопадового Чину.

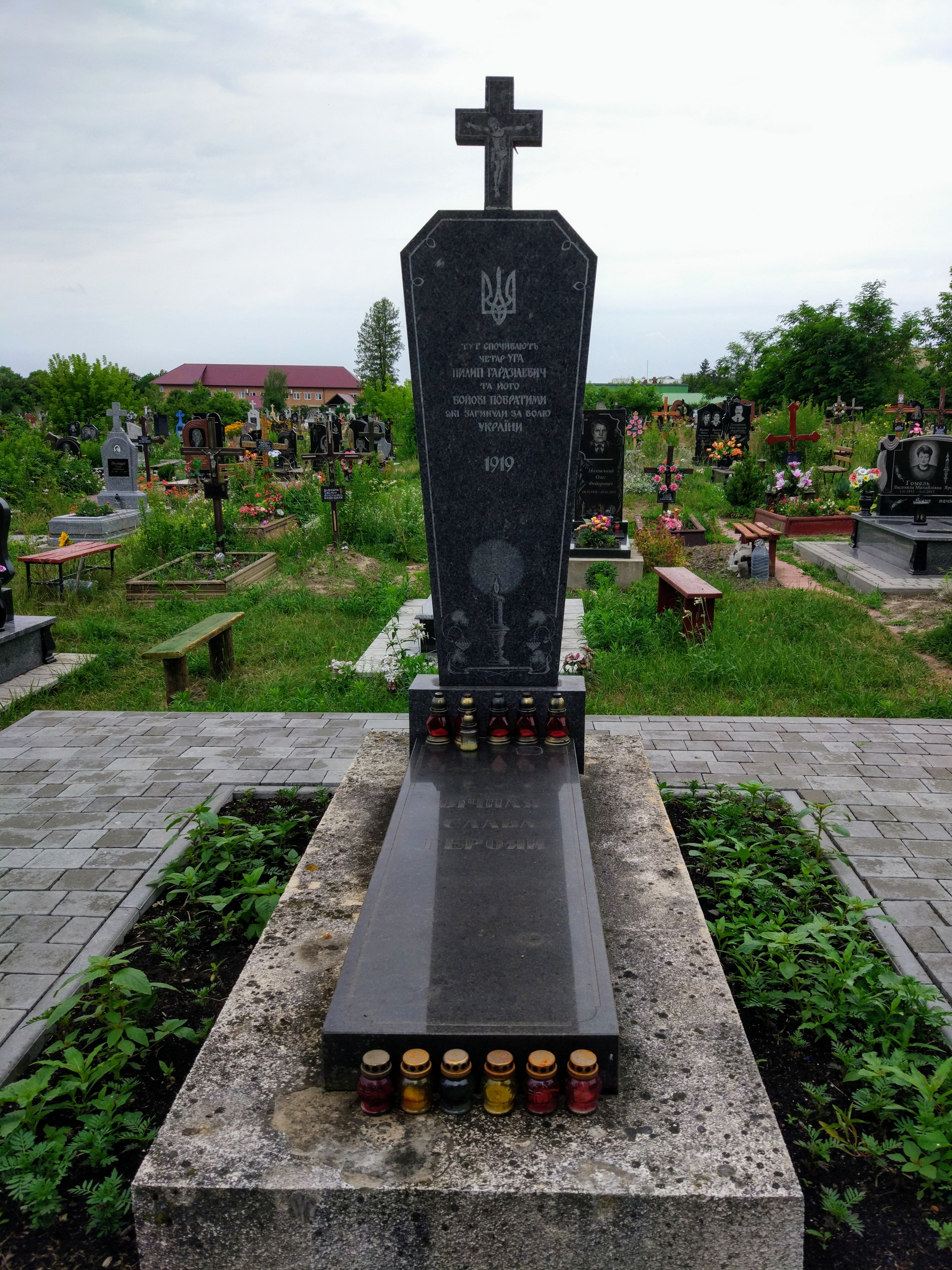
Могила Ґардзілевича Пилипа на Бродівському міському цвинтарі